# Julio Abril
Julio Vicente Agapito Abril Mayorga (Moniquirá, Boyacá, Colombia; 20 de agosto de 1911-Villavicencio, Meta, Colombia, 24 de abril de 1979) fue un escultor, pintor, y dibujante colombiano.

## Biografía

### Inicios en el campo del arte
Hace estudios en 1928 en el colegio salesiano Instituto Técnico Central de Bogotá y durante 1929 es estudiante de la madre del caricaturista colombiano Lisandro Serrano en Moniquirá. En 1933 completa sus estudios en el colegio fundado por el destacado pedagogo Alfonso Ramírez quien estimula oportunamente al artista que germinaba en julio Abril.
De 1934 a 1939, becado por el Departamento de Boyacá estudia escultura bajo dirección de los maestros Gustavo Arcila Uribe, José Domingo Rodríguez y Carlos Reyes en la Escuela de Bellas Artes de la Universidad Nacional en Bogotá, Colombia.
En 1936 celebra su primera exposición donde presenta su obra Cabeza de India (1936), talla de madera comprensivamente comentada por León Ángel para El Tiempo (Colombia) y la cual le produce el primer premio en la Exposición de Barranquilla de 1938.
Su apreciación y talento por el dibujo lo lleva a hacer ilustraciones con Luis Alberto Acuña y Gonzalo Ariza para el libro La Roma de los Chibchas de Gabriel Camargo Pérez en 1937 y a partir de 1938 se publican sus dibujos en las páginas dominicales de El Tiempo. Continuará hasta su muerte a publicar ilustraciones y dibujos en los periódicos y revistas de Colombia.
En 1939 gana el concurso nacional para el monumento a la raza Chibcha en Boyacá Monumento al Indio con su proyecto Monumento a Quemuenchatocha (1939). El mismo año organiza y participa en la Exposición de Artistas Boyacenses del IV Centenario de Tunja donde expone 4 esculturas: Cabeza de India Boyacense (1936), Maternidad (1939), Alfarera de Ráquira (1938), Proyecto del Monumento al Indio (1939), y 3 dibujos: Bañista, Proyecto del Monumento a las Razas, Proyecto del Monumento a los Quimbayas. Se publican, en el diario La Razón, la entrevista «Julio Abril, el intérprete en piedra de motivos autóctonos» en la cual expone su concepto sobre los artistas colombianos, y en la revista Estampa, un artículo sobre sus obras severamente autóctonas como fuerte representantes de un arte Colombianista.

### Los años en Norteamérica

#### México
En 1939 el Departamento de Boyacá le adjudica una beca para que perfeccione sus estudios de escultura en una de las escuelas de bellas artes de Italia o México. Por razones de la guerra generalizada en Europa sale para México a continuar sus estudios artísticos en la Escuela Nacional de Artes Plásticas Academia de San Carlos y en la Escuela de Pintura y Escultura La Esmeralda de la Ciudad de México. Se especializa en escultura y fundición bajo dirección de Guillermo Ruiz, Ortiz Monasterio y Rómulo Rozo.
No obstante su ausencia del país, participa en el II Salón de Artistas Colombianos y obtiene una mención de honor por su Indio Sibundoy (1941), una de sus primeras obras de su periodo en México. En 1941 participa con Luis Alberto Acuna, Rómulo Rozo, Leo Matiz, y Juan Sanz Santamaría en la Exposición de Pinturas, Esculturas y Grabados de Artistas Colombianos Residentes en México en el Palacio de Bellas Artes. Entre sus esculturas y grabados expuso las obras: Familia de Mineros (1940) y Carlos Marx (1940). El poeta chileno Pablo Neruda dirigió la palabra en el acto inaugural. José Reyes escribe sobre los artistas colombianos en México.
Fue amigo del escritor colombiano Porfirio Barba-Jacob en las postrimerías de la vida del poeta y hace su máscara fúnebre la cual pasa posteriormente al pintor Colombiano Darío Jiménez Villegas. Años más tarde Julio Abril rinde homenaje al poeta con su escultura Acuarimántima.
Contrae matrimonio en México con la escultora norteamericana Viola Louise Horpel "Violeta", con quien tuvo tres hijos: Andino Ilich, Obsidiana, y Jan Eddy. Hace exposición de esculturas en conjunto con su esposa Viola Horpel en la Galería de Arte de la Biblioteca Benjamín Franklin donde exhiben 14 obras en bronce, piedra y madera entre las cuales se destacan el proyecto para el Monumento a los Comuneros (1942) de Julio Abril y el boceto del monumento La Tierra es para Todos de Viola Horpel.  El poeta mexicano Carlos Pellicer dirigió la palabra en el acto inaugural. Luis Alberto Acuña escribe sobre la obra artística de Julio Abril.
Publica su texto Sobre el Arte en Colombia en la revista mexicana Noticia de Colombia. Este será el primero de numerosos artículos sobre las artes plásticas que publicará en los periódicos y revistas de México y Colombia.

#### Estados Unidos
En 1943 se traslada con su esposa a los Estados Unidos en donde nace su primer hijo, Andino Ilich. Estudia pintura y escultura en Columbia University de Nueva York bajo Oronzio Maldarelli y hace estudios con William Zorach y Alexander Archipenko.
El periodista colombiano Enrique Millán hace un reportaje de entrevista con Julio Abril a su regreso a Colombia donde es nombrado Director de la Escuela de Bellas Artes de la Universidad de Nariño en Pasto, Nariño. Publica su texto Base, Concepto, y Orientación del Arte Americano en la revista Espiral. En Pasto se encontraba durante la famosa sublevación militar del 10 de julio de 1944 y estuvo a punto de perder la vida cuando fue atacado a balazos por un exaltado oficial. Se publica en el Diario Popular el artículo Julio Abril, Artista y Combatiente al Servicio de la Democracia.  Viaja en 1945 a Miami como profesor de la University of Miami e interviene en la realización de grupos escultóricos para la cadena de estudios fotográficos Tooley-Myron Studios.
En 1946, se traslada de nuevo a la Ciudad de México en donde colabora en la construcción de la obra escultórica en bronce de la Plaza de Toros de la Ciudad de los Deportes en México bajo dirección del escultor Valenciano Alfredo Just Gímeno, quien siendo refugiado de la guerra civil española radicaba en la Ciudad de México. Hace el Monumento a Cervantes en colaboración con el escultor Mexicano Juan Cruz para La Feria del Libro en 1947. Presenta al presidente de la república de México, licenciado Miguel Alemán, su talla en madera efigie del primer magistrado.

### Contribución al arte de Colombia

#### Bogotá
De México regresa en 1947 a Colombia en compañía del pintor colombiano Jorge Triana donde los jóvenes artistas son elogiados en la prensa nacional como nuevas promesas nacionales en el campo del arte.
Estableciéndose en Bogotá comienza su activa vida artística nacional con su participación en la formación y exposición del I Salón de Artistas Jóvenes en la Biblioteca Nacional de Bogotá.  Durante 1947 aparecen en la prensa nacional numerosos artículos sobre Julio Abril: el poeta colombiano Álvaro Sanclemente lo entrevista y publica varios reportajes; el escritor y poeta piedracelista Darío Samper escribe sobre Abril en el diario Jornada; la revista Semana publica artículo sobre el escultor de hondas inquietudes y la influencia del arte indigenista y revolucionario de México; Armando Barrameda Morán publica un artículo de crítica sobre el arte “americanista” y las tendencias “indigenistas” del arte escultórico de Abril; el poeta colombiano Jorge Gaitán Durán contextualiza la escultura de Abril en su artículos que se publican en Revista de las Indias y el diario Nuestro Tiempo.
En 1948 participa en el concurso abierto por el Municipio de Bogotá para el proyecto de monumento a Gonzalo Jiménez de Quesada.  Se declara desierto el concurso causando protesta por los artistas nacionales. El evento lo lleva a publicar en el artículo “Monumento a Jiménez de Quesada” sus consideraciones sobre el golpe dado al arte escultórico y monumental nacional. Ese mismo año publica Abril su texto “Escultura Colombiana” en la revista Espiral* exponiendo a través de un mensaje gráfico la existencia de un verdadero arte colombiano y la posición de la escultura en la vida cultural y artística nacional.
Abril y su esposa, la escultora Viola Horpel, inauguran en Bogotá el “Estudio Abril” el cual se focaliza de preferencia en la propaganda artística, ramo en que se habían especializado los esposos Abril. 
En septiembre de 1948, participa en la inauguración de las Galerías de Arte, uno de los organismos culturales de más trascendencia del país donde se presentaron obras de Luis Alberto Acuña, Enrique Grau Araujo, Ignacio Gómez Jaramillo, Hernando Tejada, Edgar Negret, Alejandro Obregón, Marco Ospina, y otros ilustres artistas colombianos.
ARCABUCO, BOYACA
En 1967 el Maestro Julio Abril Mayorga contribuyó con la inauguración del recién construido Parque principal de este municipio, durante la administración municipal del Sargento Eduardo Riaño, de grata recordación en Arcabuco, con la erección de su escultura "El Ángel Guardián de los Bosques", una obra con la cual se muestra defensor del medio ambiente y expresa su inconformidad por la tala masiva de los bosques de roble y de sus maderas preciosas que aún se practicaba en varios sectores del municipio, particularmente en la vereda Peñas Blancas. La Escultura, según se afirma la "única ubicada en espacio público en Colombia", muestra a un Ángel de rasgos indígenas, en actitud vigilante y decidida, que sostiene en sus manos un arma de fuego a discreción y que muestra en el pedestal un hacha decomisada a un talador de bosques. El hacha y el serrucho o trocero, eran los elementos utilizados por los taladores o aserradores, y el hacha simboliza el éxito alcanzado por el Ángel en su propósito de proteger los bosques de roble del municipio.
Esta escultura permaneció en el centro del Parque durante 36 años, hasta el año 2003, cuando la Administración Municipal de entonces, en decisión sin duda equivocada, la retiró de su lugar original. La protesta ciudadana y el reclamo porque no se arrumara en el cuarto de san alejo, determinó su erección en el costado sur del Parque Central. La placa conmemorativa de esta cuestionable decisión presenta errados, el año de la colocación de la escultura en el centro del Parque, que no fue en 1957, sino en 1967, coincidente con su inauguración por el Alcalde Sargento Eduardo Riaño. También están equivocadas  las fechas de nacimiento y de muerte del Maestro Abril Mayorga, pues los correctos son 1911 y 1979 y no como aparecen, 1912 y 1975 y algo sin duda muy grave, la escultura fue amputada, pues se le retiró el hacha decomisada, que como parte integral de la escultura, simboliza la eficiente y exitosa tarea de defensa de los bosques cumplida por el Ángel.
Se espera que un día las autoridades municipipales, o la Academia de Historia de Boyacá, o la Gobernación del Departamento, corrijan la placa conmemorativa y restituyan el hacha, que según se dice, está guardada en la Personería del municipio, aunque lo ideal sería que esta obra, de un gran valor artístico y también afectivo para la comunidad arcabuqueña, fuera regresada a su lugar inicial en el centro del Parque, de donde nunca ha debido retirarse.